# Lac Cronómetro
Le Lac Cronómetro est un lac argentin d'origine glaciaire situé sur le territoire de la province de Chubut, dans le département de Futaleufú, en Patagonie. 

## Géographie
Le lac Cronómetro s'étend d'ouest en est sur une longueur de 6,5 kilomètres. Il est situé une bonne quinzaine de kilomètres à l'est du lac Rosario. Il se trouve dans la zone de la cordillère des Patagonides, alignement orographique quasi parallèle à la Cordillère des Andes qui, elle, se trouve quelques dizaines de kilomètres à l'ouest. 
Cette région déjà proche du plateau desséché de Patagonie centrale est nettement moins arrosée que la région andine. Le lac y recueille les eaux de petits tributaires issus du Cordón Kaquel (au nord du Cerro Cuche).

## Accès
La voie d'accès la plus simple est la route nationale 40 qui se trouve une quinzaine de kilomètres à l'est du lac, et qui court au pied des Andes de l'extrême sud à l'extrême nord du pays. À Tecka, 35 km au sud-est du lac, se situe l'embranchement avec la route nationale 25 qui débute à Rawson sur l'Atlantique et aboutit ici. 

## Émissaire et bassin versant
Le lac fait partie du bassin versant du río Chubut et se trouve 35 kilomètres au nord-ouest de la ville de Tecka. 

Son émissaire qui naît au niveau de son extrémité orientale se dirige vers l'est, puis se jette en rive gauche dans le río Tecka, après un parcours d'une quinzaine de kilomètres en direction de l'est .

## Pêche
Le lac Cronómetro est très poissonneux, mais la pêche sportive y est interdite, ses eaux étant utilisées pour l'aquiculture. 